# ᱀
Cette page contient des caractères spéciaux ou non latins. S’ils s’affichent mal (▯, ?, etc.), consultez la page d’aide Unicode.
᱀ est un chiffre de l’alphasyllabaire lepcha équivalent au 0 en chiffres arabes.

## Représentations informatiques
| Représentation | Chaînes de caractères | Points de code | Descriptions        |
| -------------- | --------------------- | -------------- | ------------------- |
| ᱀              | ᱀                     | U+1C40         | Chiffre lepcha zéro |